# 龜山金線魮
龜山金線魮（学名：Sinocyclocheilus guishanensis）为輻鰭魚綱鯉形目鲤科金線魮屬的其中一種，該物種分布於亞洲中國雲南省，體長可達10.6公分，生活習性不明。

## 扩展阅读
維基物種上的相關：龜山金線魮